# Pedro Enríquez de Quiñones

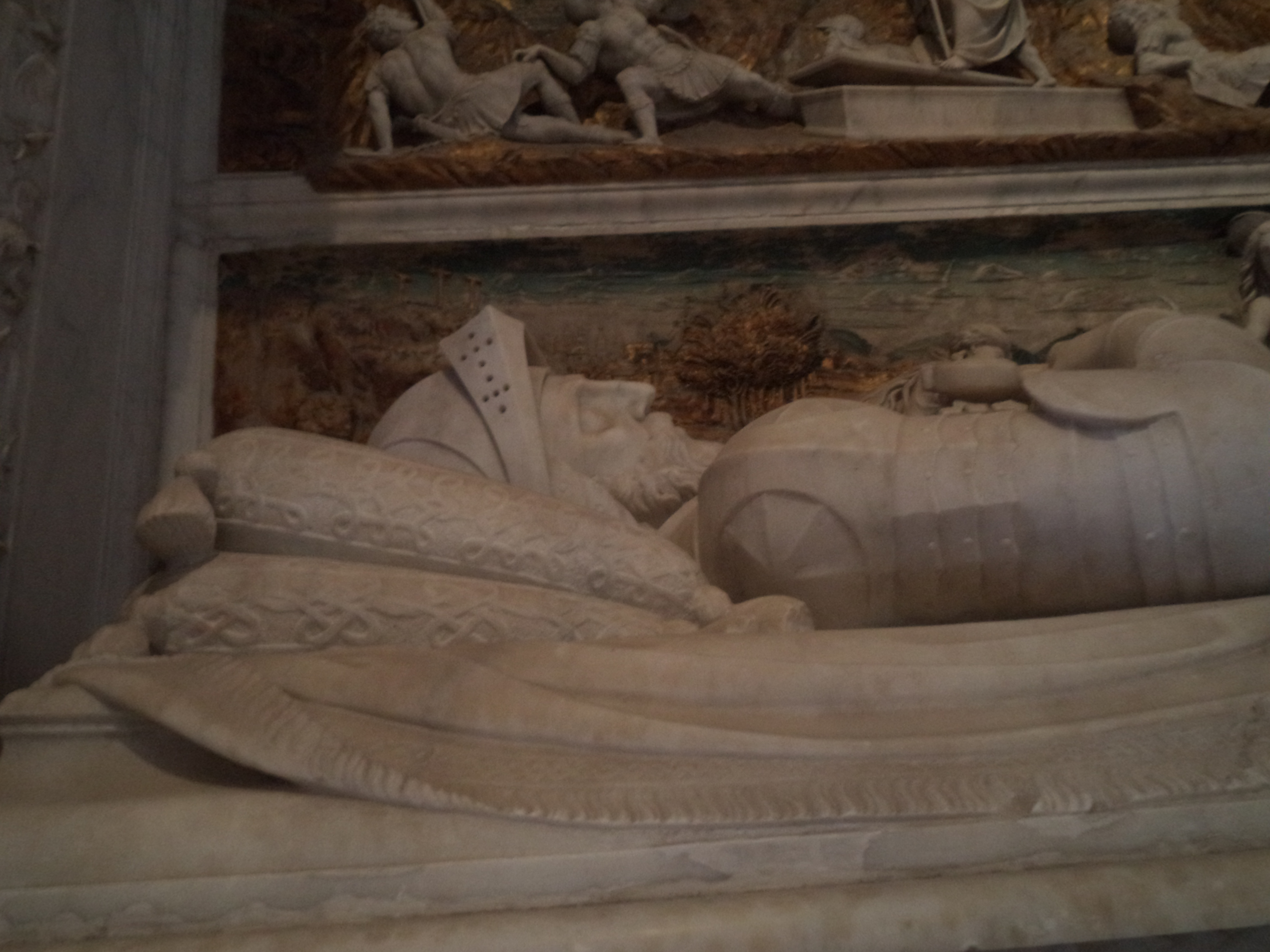
Efigie de Pedro Enríquez en su tumba, realizada en 1520, y que se encuentra en el mausoleo de Los Ribera del Monasterio de Santa María de las Cuevas

Pedro Enríquez de Quiñones (fallecido en 1493) fue un noble castellano, I señor de Tarifa y IV adelantado mayor de Andalucía.

## Vida

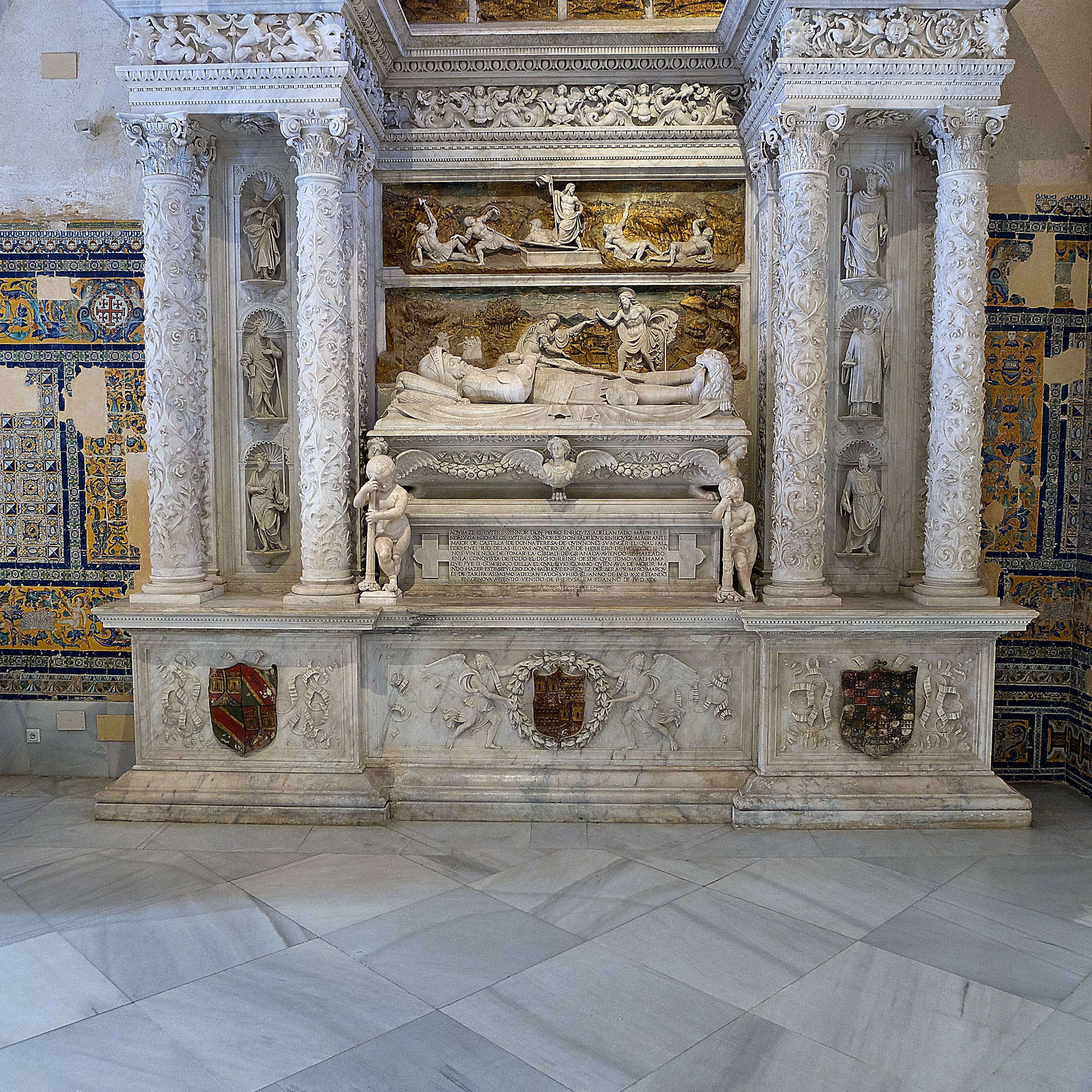
Cartuja de Sevilla. Capilla del Capítulo, Panteón de la Casa de Ribera.

Fue  hijo segundogénito de Fadrique Enríquez, I conde de Melgar, II almirante de Castilla, II señor de Medina de Rioseco, y de su segunda mujer Teresa Fernández de Quiñones, miembro de la Casa de Luna.
En 1483, adquirió junto con su esposa Catalina de Ribera la finca principal sobre la que se edificó el palacio de Sevilla conocido como Casa Pilatos, para residencia de la pareja.
En tiempos de Enrique IV, mantuvo buenas relaciones con los dos bandos nobiliarios que rivalizaban en Sevilla y actuó como mediador entre ellos. Tras el ascenso al trono Isabel y Fernando, que era su sobrino, asumió una labor como representante de los monarcas en esta ciudad lo que le reportó numerosos privilegios, como ser desde 1478, uno de los veinticuatro regidores del concejo municipal de la ciudad y también señor de Tarifa.
La situación económica del matrimonio con Catalina de Ribera era acomodada. Recibían elevadas rentas de sus propiedades agrícolas y de los beneficios de las almonas, en donde se fabricaba un jabón de excelente calidad. En segundo lugar, su actividad cortesana lo convirtió en una especie de conseguidor sobre asuntos variados, que le reportaba variados beneficios e igualmente participó activamente en el comercio marítimo. También obtuvo diversas recompensas de su participación en la guerra de Granada, como adelantado mayor de Andalucía, desde su primer matrimonio en 1460 con la mayor de las hermanas Ribera.

## Muerte y sepultura
Pedro Enríquez de Quiñones falleció en 1493 a la vuelta de la campaña de la toma de Granada en 1492. Recibió sepultura en la Cartuja de Santa María de las Cuevas de Sevilla.

## Matrimonios y descendencia
Casó en primeras nupcias en 1460 con Beatriz de Ribera (m. 1469), II condesa de los Molares, hija y heredera de Perafán de Ribera, I conde de los Molares y III adelantado mayor de Andalucía, y de María de Mendoza, hija del I marqués de Santillana y I conde del Real de Manzanares, y de Catalina Suárez de Figueroa. De este primer matrimonio nació: 
- Francisco Enríquez de Ribera (m. 1509), V adelantado mayor de Andalucía, III conde de los Molares y I señor de Alcalá de los Gazules, casado con Leonor Ponce de León, hija de Rodrigo Ponce de León, III conde de los Arcos, I marqués y I duque de Cádiz, I marqués de Zahara, y de su primera mujer Inés Jiménez de la Fuente, de quien no tuvo sucesión.

Casó en segundas nupcias (c. 1475) con Catalina de Ribera, IV condesa de los Molares, hermana de su primera mujer. A Catalina se debe a construcción de la Casa de Pilatos, erigida en 1500 por encargo suyo. Pedro y Catalina fueron padres de: 
- Fadrique Enríquez de Ribera, V conde de los Molares, I marqués de Tarifa, VI adelantado mayor de Andalucía, muerto sin sucesión en 1539.
- Fernando Enríquez de Ribera, capitán general de Sevilla, casado con Inés Portocarrero, hija de Pedro Portocarrero  el Sordo, hijo de los VI señores de Moguer, y de Juana de Cárdenas, II señora de las villas de Puebla del Maestre, Gérgal y Bacares.

También tuvo una hija natural: 
- Catalina Enríquez de Ribera, esposa de Juan de Saavedra, I señor de Loreto, alguacil mayor de la Inquisición de Sevilla, hijo de Juan Arias de Saavedra, I conde de Castellar y de María de Guzmán, de la Casa de Medina Sidonia, progenitores de los marqueses del Moscoso.